# Andreas Báthory

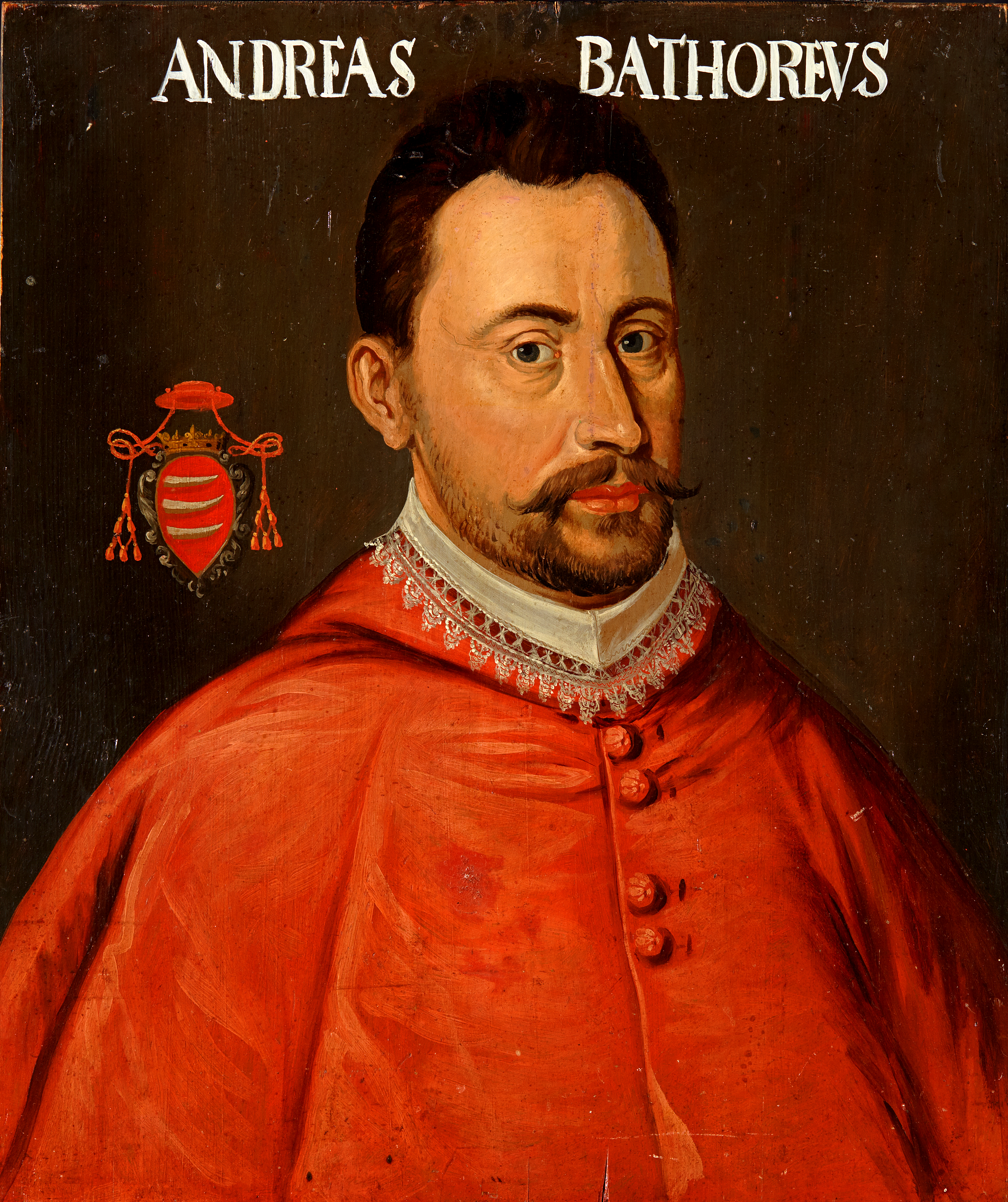
Andreas Kardinal Báthory (Porträt eines unbekannten Malers, zw. 1688 und 1703)

Andreas Báthory, ungarisch András Báthory, (* 1563 in Szilágysomlyó (Șimleu Silvaniei); † 31. Oktober 1599 in Csíkszentdomokos (rumänisch Sândominic) in Siebenbürgen) war Kardinal, Landesherr über Siebenbürgen und der Sohn von Margit Majláth und András Báthory (Kapitän von Sathmar).

## Leben
Aufgewachsen am polnischen Königshof unter König Stephan Báthory, begann sein kirchlicher Werdegang früh, er wurde bereits in jungen Jahren 1584 zum Kardinal erhoben und kurz darauf Kardinaldiakon von Sant’Adriano al Foro.
1583 und 1586 besuchte er den Vatikan in Rom. Im Jahre 1583 wurde er Protonotarius, 1584 Kardinal und 1589 Fürstbischof von Ermland.
Am 30. März 1599 erhielt er die Herrschaft über Siebenbürgen, die sein Verwandter Sigismund Báthory zu Gunsten von András aufgab. Der wallachische Woiwode Mihai Petrașcu, genannt „der Tapfere“ Mihai Viteazul, nutzte die enormen Anspannungen des Adels in Siebenbürgen aus, griff András mit seinem Heer an und besiegte ihn mit Hilfe der Szekler am 18. Oktober 1599 in der Schlacht von Schellenberg bei Hermannstadt. Dieser ergriff daraufhin die Flucht Richtung Moldva, wurde jedoch bei Csíkszentdomokos von den Szeklern gestellt und ermordet. Mihai zog in Weißenburg (Gyulafehérvár) ein und rief sich zum Fürsten aus. Der siebenbürgische Adel war mit dem selbsternannten Fürsten nicht einverstanden und holte die kaiserliche Armee zu Hilfe. Die von Georg Basta angeführten Truppen besiegten am 18. September 1600 Mihais Armee bei Miriszló.